# Portulaca minuta
Portulaca minuta är en portlakväxtart som beskrevs av D.S. Correll. Portulaca minuta ingår i släktet portlaker, och familjen portlakväxter. Inga underarter finns listade i Catalogue of Life.